# Guillaume-François Joly de Fleury
Pour les autres membres de la famille, voir Famille Joly de Fleury.
Guillaume-François Joly de Fleury est un magistrat français, procureur général au Parlement de Paris, seigneur de Fleury, né à Paris le 11 novembre 1675, et mort dans ma même ville le 25 mars 1756 .

## Biographie
Guillaume-François Joly de Fleury est le fils de Jean-François Joly de Fleury (1636-1702), avocat général au parlement de Metz, et de Madelaine Anne Talon, fille d'Omer Talon. Il appartient à une famille bourgeoise originaire de Bourgogne qui a commencé sa promotion avec François Joly (†1635) qui a été un fidèle du roi à Henri IV et l'a établi par des unions avec des familles de parlementaires comme les Talon. Les Joly sont devenus les Joly de Fleury à la fin du XVIe siècle avec l'acquisition de la seigneurie de Fleury. Il a fait construire un nouveau château à Fleury dans les années 1720.
Guillaume-François Joly de Fleury est reçu avocat au parlement de Paris en 1695, puis avocat-général à la Cour des aides en 1700.
Après la mort de son frère aîné, Joseph Omer Joly de Fleury (1670-5 décembre 1704), avocat général du parlement de Paris, il lui succède dans cette charge. Ses capacités intellectuelles et oratoires lui ont permis de rapidement briller et de devenir un conseiller écouté du roi et de ses ministres. Ses plaidoyers, ses harangues et ses autres discours se sont fait remarquer par leur naturel et leur élégance.
Quand Henri François d'Aguesseau, procureur général au parlement de Paris est nommé chancelier de France, Joly de Fleury le remplace dans cette charge le 21 février 1717. La particularité de cette charge était qu'elle n'était pas vénale et n'était pas soumise aux pratiques de la survivance qui permettait de la transmettre de père en fils. C'est le roi qui choisissait le procureur général, ce qui était dû au fait que le chef du parquet devait être l'homme de confiance du roi dans la mesure où il devait défendre ses droits et assumait ses pouvoirs en matière de justice nés de l'époque médiévale. Il a réussi à augmenter ses responsabilités avec la surveillance des registres du parlement et la présidence de la conférence des avocats.
Il va remplir sa charge de procureur général avec une activité débordante pour assurer un service rapide et efficace qui va rapidement user sa santé. Cette activité va faire de lui la seule personne connaissant tous les dossier traités par le parlement. On a dit de lui que si les lois se perdaient en France, on les retrouverait dans sa tête. 
Il a fait entrer ses deux fils, Guillaume-François-Louis Joly de Fleury (1710-1787) et Joseph Omer Joly de Fleury (1715-1810), dans les charges d'avocat général. Ses infirmités l'ont obligé à se démettre de sa charge de procureur général en 1746. Elle a été transmise à son fils aîné, Guillaume-François-Louis Joly de Fleury (1710-1787) qui en avait obtenu la survivance le 12 décembre 1740 et l'a exercée après la démission de son père, en 1746, jusqu'en 1771, avec la réforme judiciaire de Maupeou. Cette charge est alors exercée par son neveu, Omer Louis Joly de Fleury entre 1771 et 1774. Il retrouve sa charge après l'échec de cette réforme et l'exerce jusqu'à sa mort, en 1787. Il est remplacé par un autre neveu, Armand Guillaume Marie Joseph Joly de Fleury qui en avait obtenu la survivance de la charge le 16 juin 1778, et le reste jusqu'en 1790. Son second fils, Joseph Omer Joly de Fleury, est devenu avocat général au parlement. Le cadet, Jean-François Joly de Fleury, conseiller d'État, intendant de Bourgogne entre 1749 à 1761, il a lu en 1766 le « discours de la Flagellation » contre l'agitation des parlements devant les chambres réunies du parlement de Paris, en présence du roi.

## Famille
- Guillaume-François Joly de Fleury a été un clerc tonsuré, aussi a-t-il gardé secret jusqu'en 1710 son mariage, le 8 novembre 1703, avec Marie-Françoise Le Maistre pour continuer à percevoir ses bénéfices ecclésiastiques[1].
  - Louise Françoise Joly de Fleury (1704-1776), mariée en 1726 avec Jean Nicolas Mégret de Sérilly (15 mars 1702-15 octobre 1752), comte de Chapelaine, nommé intendant à Auch (1740-1743), intendant de Franche-Comté (1744 - 1750), puis intendant d'Alsace (1750-1752)
  - Marie Louise Joly de Fleury mariée en 1739 avec Gaspard Nicolas Brayer, président aux enquêtes au Parlement de Paris
  - Guillaume-François-Louis Joly de Fleury (1710-1787) marié en 1747 avec Marie Renée Le Lièvre de La Grange
  - Joseph Omer Joly de Fleury, magistrat, marié en 1740 avec Madeleine Geneviève Mélanie des Vieux
    - Françoise Bonne Geneviève Joly de Fleury (1742-1837)
    - Omer Louis Joly de Fleury (9 avril 1743-avril 1784), avocat général, marié en 1761 avec Jeanne Louise Catherine Voidet
    - Armand Guillaume Marie Joly de Fleury de Brionne (1746-1823), dernier procureur général au Parlement de Paris.

  - Jean-François Joly de Fleury (7 juin 1718-12 décembre 1802), conseiller d'État, intendant de Bourgogne, marié en 1784 avec Marie Marguerite Jogues de Villery